# Aepeomys
Genre
Le genre Aepeomys regroupe des rongeurs de la famille des cricétidés d'Amérique du Sud.

## Liste des espèces
- Aepeomys lugens (Thomas, 1896)
- Aepeomys reigi Ochoa, Aguilera, Pacheco & Soriano, 2001

Aepeomys fuscatus est devenu Handleyomys fuscatus (Allen, 1912)